# Marco Pezzaiuoli
Marco Pezzaiuoli (Mannheim, 16 november 1968) is een Duits voormalig voetbaltrainer.

## Carrière
Tussen 2006 en 2014 trainde hij SV Eintracht Trier 05, TSG 1899 Hoffenheim en Cerezo Osaka. 